# Кратки предудар
Кратки предудар (енгл. acciaccatura) је врло кратак, обично ненаглашен тон који претходи главној ноти. Пише се ситним нотним знаком за осмину, са нотном цртицом навише и косо прецртаним барјачићем.
За разлику од дугог предудара, кратки предудар одузима незнатно од вредности претходне ноте.
| Пише се: |  | Изводи се: |  | Playⓘ |